# Arsi (Provinz)

Die ehemalige Provinz Arsi innerhalb Äthiopiens

Arsi (auch Arussi oder Arssi geschrieben, äthiopische Schrift: አርሲ arsi) war von 1886 bis 1995 eine Provinz Äthiopiens.
Seit 1995 ist sie als Arsi-Zone eine Verwaltungszone innerhalb der Region Oromia.
Ihre Hauptstadt ist Assela, weitere größere Orte sind Asebe Teferi, Bekoji, Bedesa, Gelemso, Hirna, Mieso, Asebot, Kofele, Asasa, Gobesa, Huruta, Robe, Iteya, Sire, Dera und Abomsa. Die Zone hatte 2005 mehr als 3 Mio. Einwohner.
Benannt ist Arsi nach den Arsi-Oromo, die hier und in der benachbarten ehemaligen Provinz Bale leben. Die Arsi wurden im Zuge des 19. Jahrhunderts in Äthiopien eingegliedert. 1881–1886 wurden dazu mehrere Militärkampagnen von äthiopischer Seite geführt. Den Abschluss der Eroberung markierten die Ereignisse in Anole 1886, wo die Äthiopier gefangenen männlichen Arsi die rechte Hand und Frauen die Brust amputierten, um den Widerstand der Arsi zu brechen und sie zur Kapitulation zu bewegen. Im selben Jahr wurde das Gebiet als neue Provinz an Äthiopien angeschlossen.